# Фикатье, Флорантен
Флорантен Фикатье (фр. Florentin Ficatier; 1765—1817) — французский военный деятель, бригадный генерал (1808 год), барон (1808 год), участник революционных и наполеоновских войн.

## Биография
Родился в семье Николя Фикатье (фр. Nicolas Ficatier) и Франсуазы Комбль (фр. Françoise Comble).
Поступил на службу в качестве солдата 13 июня 1781 года в полк Савуа-Кариньян, который 20 ноября 1785 года был переименован в Ангулемский полк. 12 сентября 1789 года был уволен со службы в звании сержанта и вернулся домой. 6 сентября 1791 года был избран командиром 3-го батальона добровольцев Мёза. Смело провёл кампании 1792 года в Центральной армии и 1793 года в Мозельской армии, однако в конце года вновь вышел в отставку.
29 декабря 1793 года в Нанси женился на Жанне Вильлонг (фр. Jeanne Emélie Villelongue), от которой имел сына Пьера (фр. Pierre Victor Alexandre Ficatier; 1803—1880), который также дослужился до генеральских эполет.
22 сентября 1794 года вернулся к активной службе в качестве офицера для поручений к своему земляку генералу Удино, с которым участвовал в кампаниях 1795-98 годов в Рейнской, Самбро-Маасской и Английской армиях. В 1799 году был переведён в Гельветическую армию и 5 августа назначен командиром батальона 2-й полубригады линейной пехоты. 26 сентября 1799 года отличился храбростью в Цюрихской битве, где был ранен пулей в правую ногу.
Затем он отправился с генералом Массеной в Итальянскую армию. Здесь он продемонстрировал новые доказательства своего мужества и военных талантов, особенно в деле на реке Генуя 10 апреля 1800 года, когда он был ранен пулей в правую ногу и попал в плен. Будучи обменянным через несколько дней, он продолжил служить в Итальянской армии. 3 августа 1800 года Массена произвёл Фикатье в полковники. 23 сентября 1800 года он принял командование над 72-й полубригадой линейной пехоты. В конце кампании он упоминался как один из самых храбрых офицеров Итальянской армии. Вернувшись во Францию после Амьенского мира, он служил в гарнизоне Нанси в течение нескольких лет. 29 августа 1803 года его полубригада стала частью 3-й пехотной дивизии Леграна в лагере Сен-Омер. Однако с началом Австрийской кампании 1805 года, полк остался в лагере и не отправился с дивизией в поход.
Принимал участие в Польской кампании 1807 года в составе дивизии Вердье резервного корпуса маршала Ланна Великой Армии. Был ранен в сражении при Фридланде.
22 октября 1808 года произведён в бригадные генералы. 15 ноября зачислен в лагерь в Булони. 20 марта 1809 года был переведён в Рейнскую армию, и 30 марта возглавил 3-ю бригаду 2-й гренадерской дивизии 2-го армейского корпуса Армии Германии. Принимал участие в Австрийской кампании 1809 года.
14 апреля 1810 года переведён в Каталонскую армию, участник осады Таррагоны в составе пехотной дивизии генерала Ариспа с 3 мая по 18 июня 1811 года. С 27 декабря 1811 года без служебного назначения. 4 марта 1812 года он был принят на работу в 15-й военный округ и с 20 мая командовал 5-й бригадой национальных гвардейцев. 3 марта 1813 года он был назначен командующим одной из бригад 2-го наблюдательного корпуса Рейна, но его здоровье, подорванное войнами, больше не позволяло ему активно служить. 27 июня 1813 года Фикатье сдал командование бригадой, и 9 октября 1813 года вышел в отставку.
Он умер 28 ноября 1817 года в Сен-Никола-де-Пор.

## Воинские звания
- Солдат (13 июня 1781 года);
- Капрал (4 октября 1783 года);
- Сержант (11 июня 1785 года);
- Командир батальона (6 сентября 1791 года);
- Полковник (3 августа 1800 года, утверждён 3 июня 1801 года);
- Бригадный генерал (22 октября 1808 года).

## Титулы

Герб барона

- Барон Фикатье и Империи (фр. baron Ficatier et de l'Empire; декрет от 19 марта 1808 года, патент подтверждён 10 сентября 1808 года в дворце Сен-Клу)[2][3].

## Награды
Легионер ордена Почётного легиона (11 декабря 1803 года)
 Офицер ордена Почётного легиона (14 июня 1804 года)
 Коммандан ордена Почётного легиона (16 мая 1809 года)
 Кавалер военного ордена Святого Людовика (1 ноября 1814 года)